# Axel Merckx
Axel Merckx (Uccle, 8 d'agost de 1972) va ser un ciclista belga, fill del també ciclista Eddy Merckx. S'inicià al futbol, però posteriorment va prendre camí cap al ciclisme professional, entre 1994 i 2007. El 2004 va rebre el Premi al Mèrit Esportiu. Com a ciclista els seus majors èxits foren una etapa al Giro d'Itàlia de 2000 i la medalla de bronze als Jocs Olímpics d'Atenes de 2004.

## Palmarès
- 1996
  - 1r al Trittico Premondiale
- 1998
  - Vencedor d'una etapa de la Volta a Baviera
- 2000
  -  Campió de Bèlgica en ruta
  - 1r a Aalst
  - 1r de la Volta a la Regió de Valònia
  - Vencedor d'una etapa del Giro d'Itàlia
- 2001
  - 1r al Gran Premi de Valònia
  - 1r de la Ronda d'Aix-en-Provence
- 2003
  - 1r del Tour de l'Ain
- 2004
  - 1r a Wetteren
  -  Bronze a la prova en ruta dels Jocs Olímpics d'Estiu 2004
- 2005
  - 1r a Aalst
  - Vencedor d'una etapa del Critèrium del Dauphiné Libéré
- 2006
  - 1r a Wolvertem
- 2007
  - 1r al Critèrium de Lommel

### Resultats al Tour de França
- 1998. 10è de la classificació general
- 1999. Abandona (10a etapa)
- 2001. 22è de la classificació general
- 2002. 28è de la classificació general
- 2003. Abandona (15a etapa)
- 2004. 21è de la classificació general
- 2005. 39è de la classificació general
- 2006. 31è de la classificació general
- 2007. 62è de la classificació general

### Resultats al Giro d'Itàlia
- 1997. 19è de la classificació general
- 2000. 25è de la classificació general. Vencedor d'una etapa
- 2006. Abandona
- 2007. 50è de la classificació general

### Resultats a la Volta a Espanya
- 1995. 21è de la classificació general
- 1996. 17è de la classificació general